# Raoellidae
A Raoellidae az emlősök (Mammalia) osztályának párosujjú patások (Artiodactyla) rendjébe, ezen belül a Cetaceomorpha csoportjába tartozó fosszilis család.

## Tudnivalók
A Raoellidae-fajokat korábban a szintén fosszilis Helohyidae családba sorolták be. Eme állatok maradványait Dél- és Délkelet-Ázsia eocén kori rétegeiben találták meg. Egy igen jól megőrződött, teljes csontváz, amely egy Indohyus nembeli állathoz tartozik, arra utal, hogy a Raoellidae-fajok a ma is élő cetek (Cetacea) testvércsoportjai egymásnak; egyébként az Indohyus élőben, inkább egy mosómedveszerű élőlényre emlékeztetett volna.

## Rendszerezés
A családba az alábbi 6 nem tartozik:
- Haqueina Dehm & Oettingen-Spielberg, 1958
- Indohyus Rao, 1971
- Khirtharia Pilgrim, 1940
- Kunmunella Sahni & Khare, 1971
- Metkatius Kumar & Sahni, 1985
- Raoella Sahni & Khare, 1971 - típusnem

## Fordítás
- Ez a szócikk részben vagy egészben  a   Raoellidae című angol Wikipédia-szócikk ezen változatának fordításán alapul.  Az eredeti cikk szerkesztőit annak laptörténete sorolja fel. Ez a jelzés csupán a megfogalmazás eredetét és a szerzői jogokat jelzi, nem szolgál a cikkben szereplő információk forrásmegjelöléseként.